# Göran Goldkuhl
Göran Goldkuhl, född 25 juni 1949, är en svensk professor i informatik och verksam vid Linköpings universitet och vid Internationella Handelshögskolan i Jönköping.
Goldkuhl blev filosofie kandidat vid Stockholms universitet 1973, och disputerade där 1980. Han var verksam vid Göteborgs universitet 1982-1986 och vid Linköpings universitet 1986-1996 innan han i februari 1996 blev professor i informatik vid Internationella Handelshögskolan i Jönköping. Han promoverades till hedersdoktor vid Örebro universitet 2013.
Goldkuhl är forskningsledare i forskningsgruppen VITS som bedriver forskning vid flera lärosäten runt om i Sverige.